# 祖利卡·禾高
祖利卡·禾高（Jurica Vučko，1976年10月8日—），克羅地亞职业足球运动员，现已退役。

## 球會生涯
禾高在故鄉球會夏積杜克開始他的職業生涯，成為球隊主力，並效力了五個賽季。隨後，他轉到西班牙，加盟阿拉維斯，他在歐洲賽中只上陣了兩次，不受重用。
禾高此後在西乙聯賽逗留四季，效力薩拉曼卡和艾積多及中途返回阿拉維斯，2006年返回夏積杜克。他回歸只有一陣子，就轉到中國聯賽效力天津泰達。

## 國際賽生涯
禾高在1998年10月10日首次替國家隊出戰2000年歐國盃外圍賽對馬耳他，及後他再為國家隊出戰三場國際賽。

## 連結
- National team data （页面存档备份，存于） （克羅埃西亞文）
- NationalFootballTeams data （页面存档备份，存于）